# Drohobyčský rajón
Drohobyčský rajón (ukrajinsky Дрогобицький район) je rajón ve Lvovské oblasti na Ukrajině. Hlavním městem je Drohobyč a rajón má přibližně 235 tisíc obyvatel.

## Města v rajónu
- Boryslav
- Drohobyč
- Stebnyk
- Truskavec